# Dossier patient informatisé
Un dossier patient informatisé (DPI), est un dossier informatique rassemblant les données médicales de patients. Le terme désigne également un logiciel dans lequel les agents hospitaliers vont accéder aux informations contenus dans le dossier des patients (exemple : Sillage). 

## En France
Les logiciels métiers à l'hôpital, en médecine générale, chez les spécialistes, dans les MSPP, et dans les pharmacies sont encore peu interopérables.
En France, le Dossier médical partagé (DMP) est le dossier patient informatisé, opérationnel depuis 2011 et relancé avec la COVID19 et la télémédecine. 
Il est intégré à partir de 2021 au nouveau service Mon espace santé, accessible avec l'appli sur les téléphones pour centraliser les échanges.
La prescription numérique permet de sécuriser la transmission, et la délivrance de l'ordonnance numérique, avec un code QR. 
Le dossier pharmaceutique reste un outil de suivi, et de prévention, plus accessibles aux assurés avec l'appli Dossier Pharma.
Le CNGE promeut la recherche en soins primaires, en y adossant le projet P4DP, pour travailler sur les Données de santé (DDS) structurées.

## Comparaison avec les dossiers papier
Bien que les débats sur la supériorité des dossiers médicaux électroniques par rapport aux dossiers papier restent animés, la littérature de recherche fournit une image plus réaliste de leurs avantages et inconvénients. Les dossiers médicaux manuscrits peuvent être difficilement lisibles, ce qui peut contribuer à des erreurs médicales,,.
L'intégration des dossiers médicaux électroniques (DME) peut considérablement aider une clinique à améliorer son efficacité, car les outils médicaux numériques peuvent aider le personnel à gagner du temps et à automatiser une grande partie des tâches fastidieuses. Les dossiers électroniques peuvent aider à la standardisation des formulaires, de la terminologie et de la saisie des données. La numérisation des formulaires facilite la collecte de données pour des recherches épidémiologiques et cliniques.

## Accès des patients aux dossiers médicaux électroniques
Fournir des informations aux patients est un élément central des soins de santé centrés sur le patient et a montré un impact positif sur les résultats des traitements. Permettre aux patients d'accéder à leurs dossiers médicaux, y compris les antécédents médicaux et les résultats de tests via des dossiers médicaux électroniques, est un droit légal dans certaines régions du monde.
Des données indiquent que l'accès des patients peut les aider à comprendre leurs conditions et à s'impliquer activement dans leur traitement. Par exemple, permettre aux personnes atteintes de diabète de type 2 d'accéder à leurs dossiers médicaux électroniques peut les aider à réduire leur taux de sucre dans le sang.
Les problèmes liés à l'accès des patients aux dossiers médicaux électroniques incluent le risque d'accroître la confusion ou l'anxiété si une personne ne comprend pas ou ne peut pas contextualiser les résultats des tests. De plus, beaucoup de dossiers médicaux électroniques ne sont pas conçus pour les personnes avec n’importe quel niveau d’éducation et ne tiennent pas compte des besoins des personnes avec un niveau d'éducation plus faible ou de celles qui ne maîtrisent pas la langue. L'accès aux dossiers médicaux électroniques nécessite un certain niveau de compétence avec les appareils électroniques, ce qui accentue les inégalités pour ceux qui n'ont pas accès ou qui souffrent de troubles mentaux ou physiques limitant leur accès aux systèmes électroniques.

## Sécurité et confidentialité du Dossier Patient Informatisé (DPI)
Le Dossier Patient Informatisé (DPI) regroupe un volume important d’informations sensibles (comptes‑rendus médicaux, résultats d’examens, prescriptions, etc.). Sa centralisation impose la mise en place de mesures de sécurité renforcées pour garantir la confidentialité, l’intégrité et la disponibilité des données.
La Commission nationale de l’informatique et des libertés (CNIL) a réalisé entre 2020 et 2024 treize contrôles dans des établissements de santé, révélant des accès illégitimes au DPI, notamment l’accès par des professionnels de santé non impliqués dans la prise en charge du patient. À la suite de ces constats, la CNIL a émis plusieurs mises en demeure, exigeant notamment une politique stricte d’authentification (mots de passe forts, authentification multifactorielle), une gestion fine des habilitations selon les besoins réels, et une traçabilité rigoureuse des accès, y compris pour les situations d’urgence (« bris de glace »).
En avril 2025, la CNIL a publié un projet de recommandation dédiée à la conformité et à la sécurité du DPI, en vue d’une nouvelle consultation publique. Ce document réunit dans un guide unique les exigences issues du RGPD, du code de la santé publique et des guides techniques de l’ANSSI, afin de proposer un référentiel opérationnel aux établissements de santé et éditeurs de DPI . Il comprend 16 fiches pratiques couvrant la typologie des données, les relations avec les sous‑traitants, les mesures techniques et organisationnelles, et les obligations d’information des patients.
Enfin, la norme ISO/CEI 27799 complète ces initiatives en proposant un cadre international structuré pour la sécurité des systèmes d’information de santé, s’appuyant sur la norme ISO 27002. Elle cible la confidentialité, l’intégrité et la disponibilité des informations de santé, quel que soit leur support ou mode de transmission.